# Ezequiel Cruz
Ezequiel Cruz Lozada (15 luglio 1986) è un pallavolista portoricano, schiacciatore dei Caribes de San Sebastián.

## Caratteristiche tecniche
Gioca principalmente nel ruolo di opposto, ma può essere impiegato anche come schiacciatore.

## Carriera

### Club
La carriera di Ezequiel Cruz inizia nella stagione 2006, quando debutta nella Liga de Voleibol Superior Masculino con la maglia dei Vaqueros de Bayamón. Nella stagione seguente, in seguito alla fusione della sua franchigia coi Plataneros de Corozal, difende i colori di questi ultimi, restando legato alla franchigia di Corozal per sette annate, nel corso delle quali disputa tre finali scudetto consecutive, aggiudicandosi le prime due.
Dopo aver giocato in prestito ai Mets de Guaynabo per la sola Coppa del Mondo per club 2014, nel campionato 2014, in seguito al ritiro della sua franchigia dal campionato, approda in prestito agli Indios de Mayagüez. Nel campionato successivo viene ceduto ai Capitanes de Arecibo. Nel campionato seguente, a causa della mancata iscrizione della sua franchigia, torna a difendere i colori dei Plataneros de Corozal; al termine degli impegni in patria, va a giocare per la prima volta all'estero, precisamente in Oman, difendendo i colori dell'Al-Salam, vincendo lo scudetto.
Torna a vestire la maglia dei Capitanes de Arecibo nella stagione 2017, ma dopo la cancellazione del torneo fa ritorno all'Al-Salam. Nel corso della Liga de Voleibol Superior Masculino 2018 firma per i Gigantes de Adjuntas, raggiungendo le finali scudetto, mentre nell'edizione seguente approda poco dopo l'inizio del torneo ai Mets de Guaynabo, vincendo lo scudetto. 
Dopo la cancellazione del campionato portoricano nel 2020, torna il campo coi Capitanes de Arecibo per disputare la Liga de Voleibol Superior Masculino 2021: con il trasferimento della sua franchigia a Corozal, nell'annata seguente ritorna invece ai Plataneros de Corozal. Nella Liga de Voleibol Superior Masculino 2023 indossa invece la casacca dei Caribes de San Sebastián, con cui vince due scudetti. 

### Nazionale
Dal 2011 fa parte della nazionale portoricana, con la quale in seguito vince la medaglia d'argento ai XXII Giochi centramericani e caraibici, la medaglia di bronzo al campionato nordamericano 2015 e quella d'oro ai XXIII Giochi centramericani e caraibici.

## Palmarès

### Club
- Campionato portoricano: 5

2008, 2009-10, 2019, 2023, 2024
- Campionato omanita maschile: 1

2016-17

### Nazionale (competizioni minori)
- Giochi centramericani e caraibici 2014
- Giochi centramericani e caraibici 2018

### Premi individuali
- 2010 - Liga de Voleibol Superior Masculino: All-Star Team
- 2010 - Liga de Voleibol Superior Masculino: Offensive Team
- 2014 - Liga de Voleibol Superior Masculino: All-Star Team
- 2017 - Qualificazioni nordamericane al campionato mondiale 2018: Miglior schiacciatore